# Phyllanthus vanderystii
Phyllanthus vanderystii là một loài thực vật có hoa trong họ Diệp hạ châu. Loài này được Hutch. & De Wild. miêu tả khoa học đầu tiên năm 1932.